# ألين أورمان
ألين أورمان (بالألمانية: Alen Orman)‏ (31 مايو 1978 في البوسنة والهرسك - ) هو لاعب كرة قدم نمساوي في مركزي الوسط والظهير. شارك مع منتخب النمسا لكرة القدم. أما مع النوادي، فقد لعب مع أدميرا فاكر مودلينغ ودينامو دريسدن ورويال أنتويرب ونادي ثون ونادي رايندورف آلتاخ ونادي هيبرنيان.

## وصلات خارجية
- ألين أورمان على موقع إي إس بي إن إف سي (الإنجليزية)
- ألين أورمان على موقع قاعدة بيانات كرة القدم.إي يو (الإنجليزية)
- ألين أورمان على موقع بيانات كرة القدم. دي إي (الألمانية)
- ألين أورمان على موقع ناشيونال فوتبول تيمز (الإنجليزية)
- ألين أورمان على موقع Soccerbase.com (لاعب) (الإنجليزية)
- ألين أورمان على موقع عالم كرة القدم.نت (الإنجليزية)